# Arroio Santo Amaro
Der Arroio Santo Amaro ist ein etwa 12 km langer rechter Nebenfluss des Rio Tibaji im Südosten des brasilianischen Bundesstaats Paraná.

## Etymologie
Der Fluss trägt den Namen des Heiligen Amaro. Der Legende nach lebte Amaro in der ersten Hälfte des 16. Jahrhunderts. Er soll über den Atlantik nach Westen gesegelt sein und das irdische Paradies erreicht haben.

## Geografie

### Lage
Das Einzugsgebiet des Arroio Santo Amaro befindet sich auf dem Segundo Planalto Paranaense (Zweite oder Ponta-Grossa-Hochebene von Paraná).

### Verlauf
Sein Quellgebiet liegt im Munizip Ponta Grossa auf 879 m Meereshöhe etwa 15 km westlich des Stadtgebiets an der Rodovia do Café (BR-376).
Der Fluss verläuft in nordwestlicher Richtung. Er mündet auf 773 m Höhe von rechts in den Rio Tibaji. Er ist etwa 12 km lang.

### Munizipien im Einzugsgebiet
Der Arroio Santo Amaro verläuft vollständig innerhalb des Munizips Ponta Grossa.